# Första söndagen i advent
Första söndagen i advent eller första advent är kyrkoårets första dag. Helgdagen är den fjärde söndagen före juldagen, det vill säga den söndag som infaller mellan 27 november och 3 december. Sina historiska rötter har adventsfirandet i adventsfastan, en fasteperiod som speglade påskfastan och i likhet med denna var 40 dagar lång och därmed omfattade sex söndagar. Denna spegling av påskfastan lever kvar i att Jesu intåg i Jerusalem utgör predikounderlag såväl den första söndagen i advent som på palmsöndagen. Traditionellt i kyrkan är advent alltså en tid av fasta, förberedelse och väntan inför firandet av Jesu födelse vid jul.
Den liturgiska färgen är vit; sex altarljus används. Eftersom Första advent inte har någon oktav, används blå (svensk särtradition) eller violett under påföljande vecka, med två altarljus. Violett är botens och förberedelsens liturgiska färg. Vit färg och sex ljus är dock en svenskkyrklig särtradition: allmänkyrkligt används violett (blå) även under första söndagen i advent.
Evangeliebokens rubriken för dagen är Ett nådens år, och en välkänd text är då evangelierna berättar om hur folkets förväntan om Messias möttes då Jesus red in i Jerusalem på en åsna. Samma bibelmotiv utgör också tema för palmsöndagen.
Under 1900-talet började man i Sverige använda särskilda adventsljusstakar med ett stearinljus för varje adventssöndag - och det första ljuset tänds alltså denna söndag. På "första advent" är besöksantalet högre i kyrkorna än det är vid en vanlig söndag.

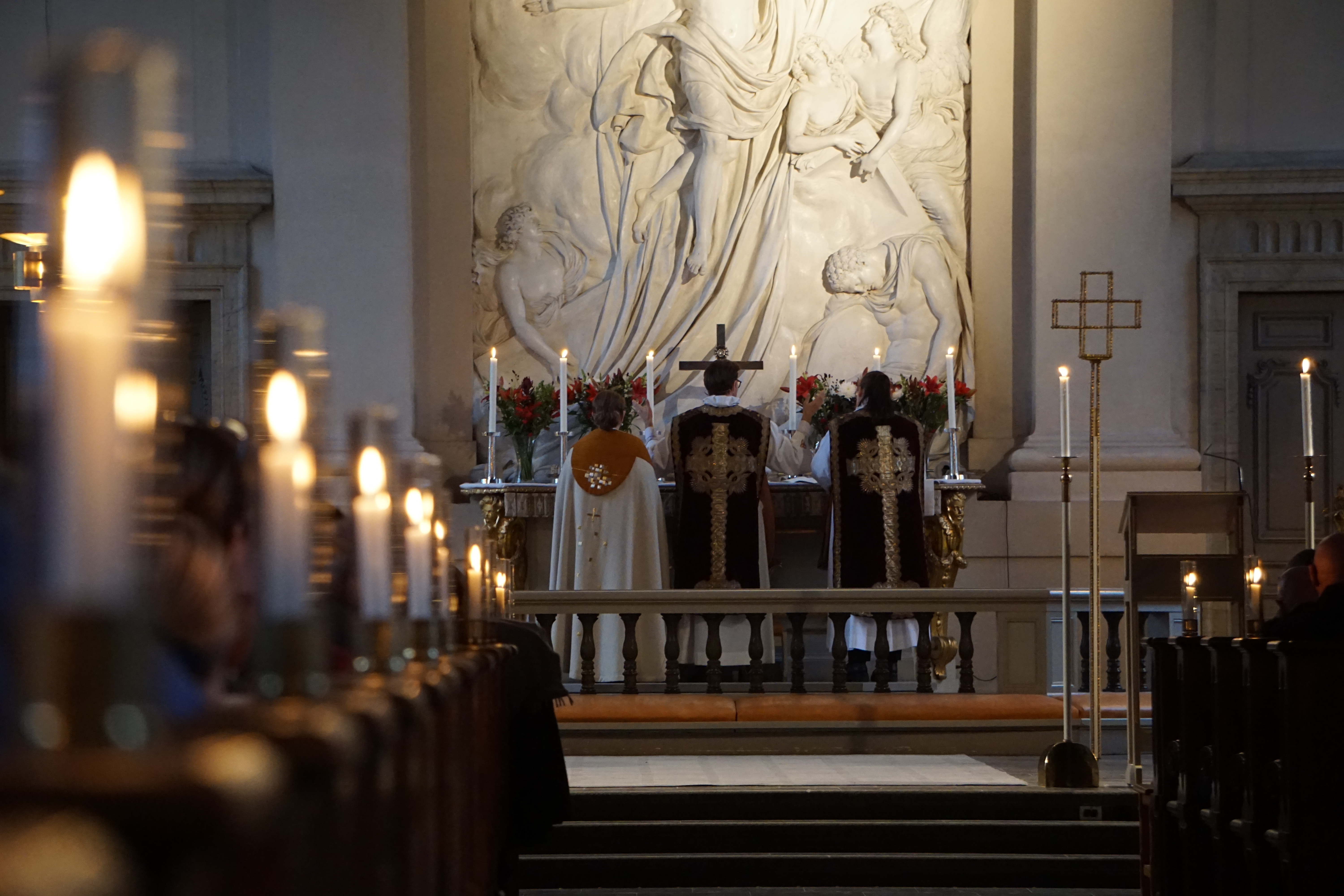
Högmässa vid första advent i Adolf Fredriks kyrka i Stockholm.

## Bibeltexter
De här bibelställena är de texter som enligt evangelieboken används för att belysa dagens tema:
| Första årgången                     | Andra årgången                                         | Tredje årgången                                     | Psaltarpsalm |
| Sak 9:9-10 Rom 13:11-14 Matt 21:1-9 | Sak 9:9-10 Upp 3:20-22 Matt 21:1-9 (alt. Joh 18:36-37) | Sak 9:9-10 Upp 5:1-5 Matt 21:1-9 (alt. Luk 4:16-23) | Ps 24        |

## Sånger och psalmer
Kända första advents-psalmer:
- Bereden väg för Herran
- Det susar genom livets strid
- Gläd dig, du Kristi brud
- Gå, Sion, din konung att möta
- Hosianna, Davids son
- Jerusalem, höj upp din röst